# Hippolyte d'Este
Pour les articles homonymes, voir Hippolyte.
Hippolyte II d'Este, dit aussi le « cardinal de Ferrare », né le 25 août 1509 à Ferrare et mort le 2 décembre 1572 à Rome, est un cardinal italien, issu de la maison d'Este, et neveu d'Hippolyte Ier d'Este, lui aussi cardinal.

## Biographie
Hippolyte d'Este est le fils d'Alphonse Ier d'Este, duc de Ferrare, et de Lucrèce Borgia.
En 1519, il hérite de son oncle homonyme du siège archiépiscopal de Milan. Il fait ses débuts en France en 1536, appelé par François Ier, en raison de ses liens étroits avec la dynastie des Valois (son frère Hercule, duc de Ferrare, ayant épousé la fille de Louis XII, Renée de France).
Il est créé cardinal in pectore par Paul III le 20 décembre 1538 (révélé le 4 mars 1539) et devient ensuite :
- archevêque de Lyon du 29 octobre 1539 au 11 mai 1551 ;
- évêque de Tréguier de 26 avril 1542 au 26 novembre 1548 ;
- évêque d'Autun du 23 janvier 1547 au 17 juin 1550 ;
- archevêque de Narbonne de 27 juin 1550 à 1551 ;
- archevêque d'Auch du 22 avril 1551 au 8 octobre 1563[2] ;
- archevêque de Lyon du 24 avril 1562 au 14 juillet 1564[3] ;
- archevêque de Milan de 1555 au 16 décembre 1556 ;
- archevêque d'Arles, de 1562 à 1567 ;
- évêque de Maurienne, de 1563 à 1567.

Il est également pourvu de nombreuses abbayes en commende :
- abbé commendataire de Jumièges, de 1539 à 1549 ;
- abbé commendataire de Chaalis, de 1541 à 1572 ;
- abbé commendataire de Bourg-Moyen (à Blois), de 1546 à 1550[4] ;
- abbé commendataire de Lyre, en 1549 ;
- abbé commendataire de Saint-Georges de Boscherville, de 1556 à 1572 ;
- abbé commendataire de Saint-Pierre de Flavigny, en 1557 ;
- abbé commendataire de Pontigny, de 1560 à 1572 ;
- abbé commendataire de la Sainte-Trinité de Tiron, de 1561 à 1563, à la suite de Jean du Bellay ;
- abbé commendataire de Micy-Saint-Mesmin, de 1563 à sa mort en 1572.

Hippolyte d'Este meurt à Rome le 2 décembre 1572 après une brève maladie, fatigué par les intrigues nouées autour de lui et par ses obligations politiques[réf. nécessaire]. Sa dépouille a été ensuite transférée dans l'église Santa Maria Maggiore de Tivoli.

## Mécénat
Hippolyte d'Este emploie l'architecte bolonais Sebastiano Serlio à l'Abbaye de Chaalis dont il a été nommé abbé commendataire par François Ier, et en 1541, il commande au Primatice, la réalisation de peintures pour les murs de la chapelle. Ces fresques, achevées en 1544, ont longtemps été attribuées par erreur à Nicolò dell'Abbate.

Les fresques du Primatice dans la chapelle abbatiale
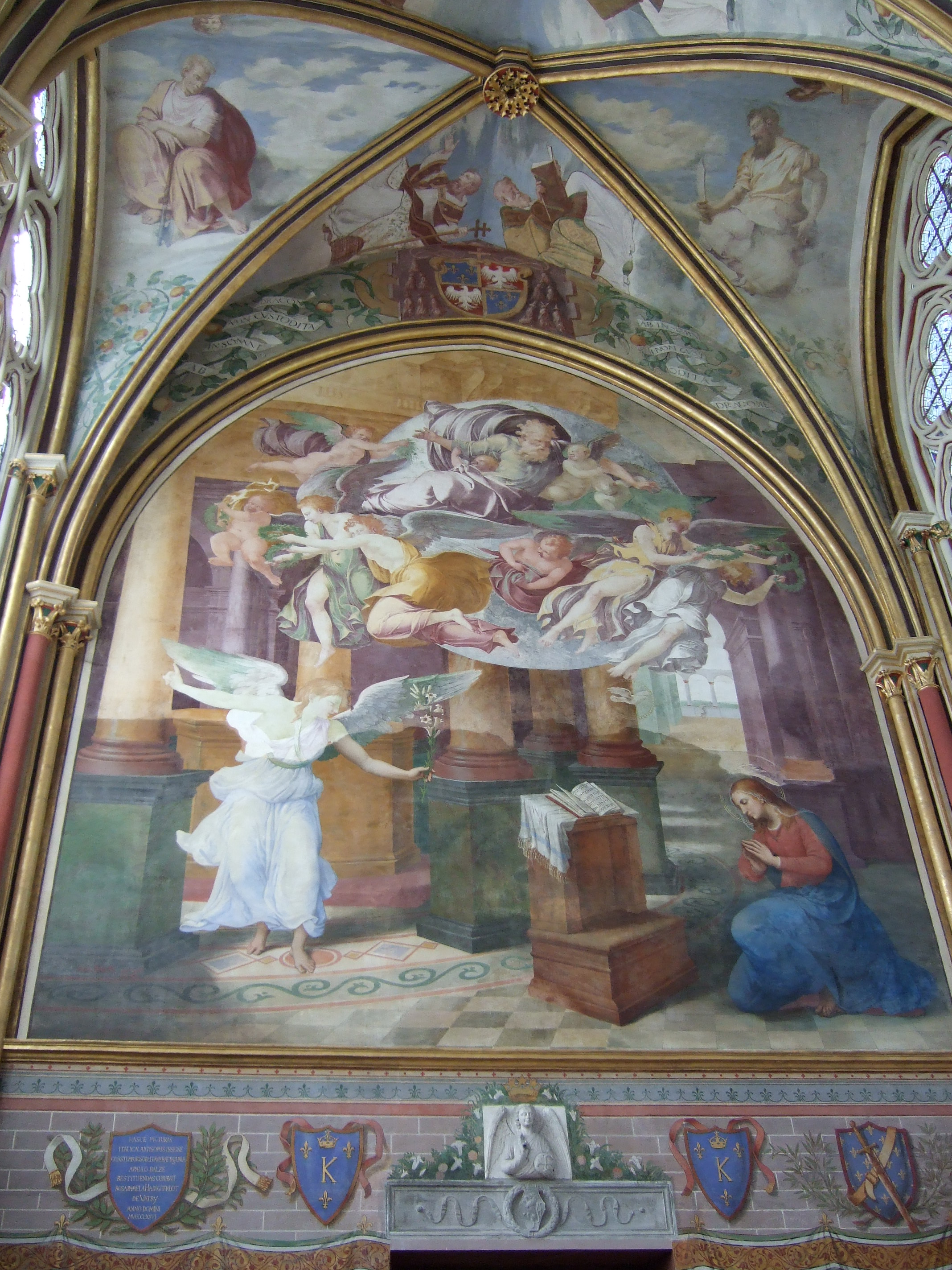
L'Annonciation sur la contre-façade.
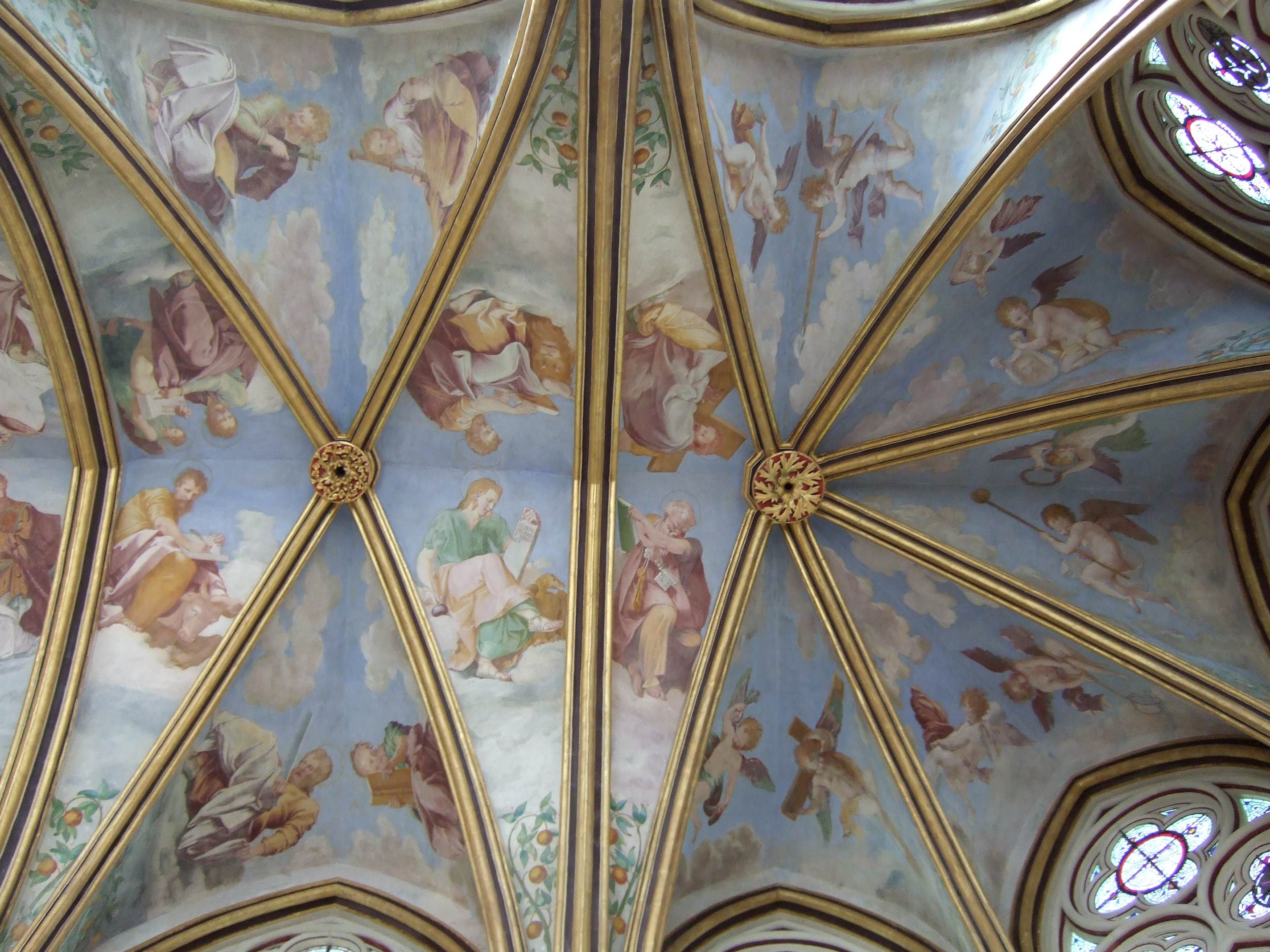
Les Apôtres sur la voûte de la nef.
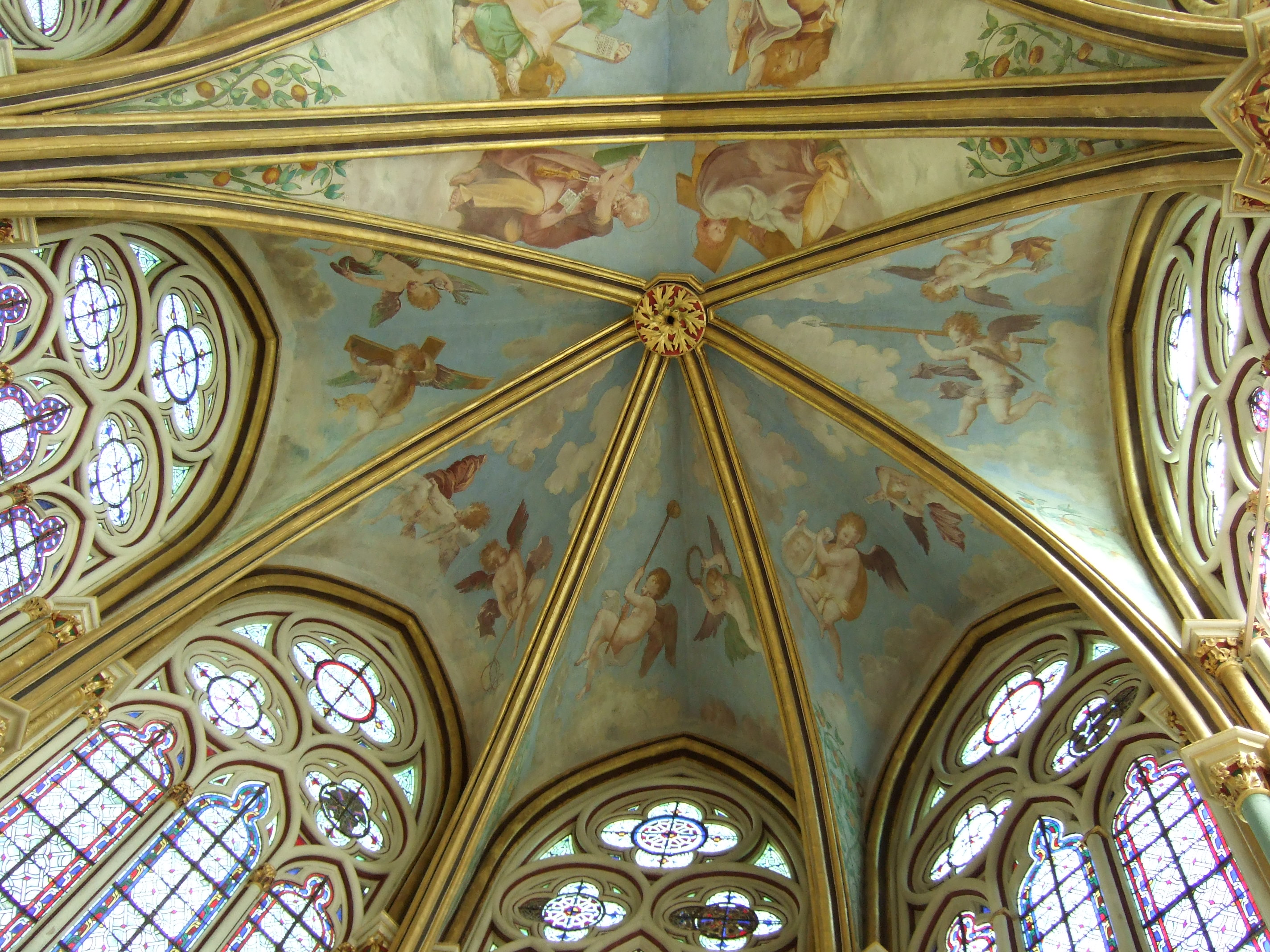
Les instruments de la passion sur les voûtains du chœur.

En 1550, Hippolyte d'Este, devenu gouverneur de Tivoli, fait construire la Villa d'Este par Pirro Ligorio. Grand protecteur des arts, il est le mécène des musiciens Adrien Willaert et Palestrina. Il  emploie également Sebastiano Serlio à son palais de Fontainebleau (l'hôtel du Grand Ferrare). En Gascogne, il fait appel à l'architecte Jean de Beaujeu pour dessiner et entreprendre l'édification de la façade de la cathédrale Sainte-Marie d'Auch. Il a auparavant achevé le voûtement du déambulatoire de la cathédrale.

## Sceau
Son sceau est constitué d'un Aigle blanc.

## Représentation dans l'art
Hippolyte d'Este est représenté costumé d'une belle livrée de couleur et coiffé d'un turban, avec François Ier et Charles d’Angoulême, à la « turquerie » du château de Blois le 16 mars 1541, dans le tableau Un Turc conservé à la Bibliothèque nationale centrale de Florence.